# .dz
.dz je národní doména nejvyššího řádu pro Alžírsko. Doménu spravuje Network Internet Center.DZ, což je součást Výzkumného centra pro vědecké a technické informace (Centre de Recherche sur l'Information Scientifique et Technique, CERIST). Zájemce o doménu musí být soustavně přítomen v Alžírsku, jméno musí být tvořeno alespoň třemi písmeny. Za doménu správce NIC.DZ účtuje 1000 alžírských dinárů ročně. Označení národní domény nejvyššího řádu je odvozeno od výrazu Dzayer, což je místní výraz pro Alžírsko.
Zájemci obdrží buď přímo doménu na druhé úrovni, nebo doménu třetí úrovně za určitými jmény druhé úrovně:
- .com.dz – obchodní subjekty
- .org.dz – jiné organizace
- .net.dz – poskytovatelé internetových služeb
- .gov.dz – vládní organizace
- .edu.dz – akademické a vědecké instituce
- .asso.dz – sdružení
- .pol.dz – politické instituce
- .art.dz – kulturní a umělecké instituce

## Místní transkripce
- الجزائر. - přidělená, ale stále neaktivní národní doména